# Magnus Schjerfbeck
Svante Magnus Schjerfbeck (né le 24 juillet 1860 à Jakobstad – mort le 8 mai 1933 à Helsinki) est un architecte finlandais,.

## Ouvrages
À la fin du XIXe siècle les conceptions de Schjerfbeck sont de style néo-Renaissance.
Au début du XXe siècle il conçoit dans un style Art nouveau et plus tard ses productions représenteront le classicisme.
- Église d'Enonkoski (1886)
- Hôpital de Institut des Diaconesses d'Helsinki
- Pavillon de pêche de Langinkoski, Kotka (1889)
- Caserne des pompiers de Kamppi, Helsinki (1893)
- Hôpital de Pitkäniemi, Nokia (1895)
- Parc Tuiranpuisto et bâtiments hospitaliers dans le parc, Oulu (1896-1901)
- Bâtiments du sanatorium d'Hyvinkää (1896)
- Musée de l'architecture finlandaise, Helsinki (1899)
- Lycée normal, Tampere,
- Hôpital général de Sortavala, Vakkosalmentie (1901)
- Nummela Sanatorium, Nurmijärvi (1903)
- Hôpital, Tampere (1909)
- Lycée de filles, Tampere (1924)
- Lycée de Luostarivuori, Turku, (1924)
- Lycée de Kallavesi, Kuopio (1924)

## Galerie

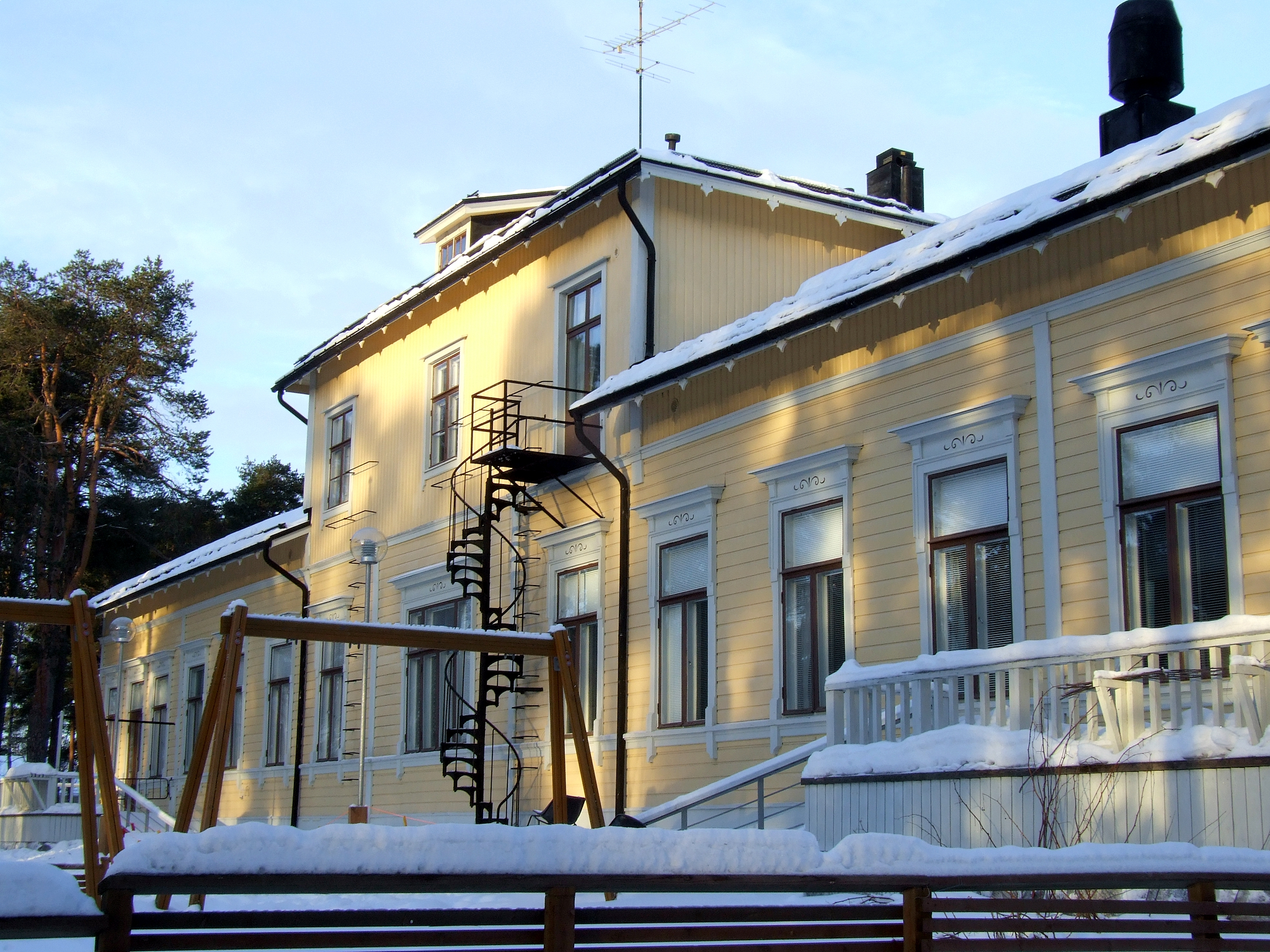
Ancien bâtiment hospitalier du Parc Tuiranpuisto, Oulu
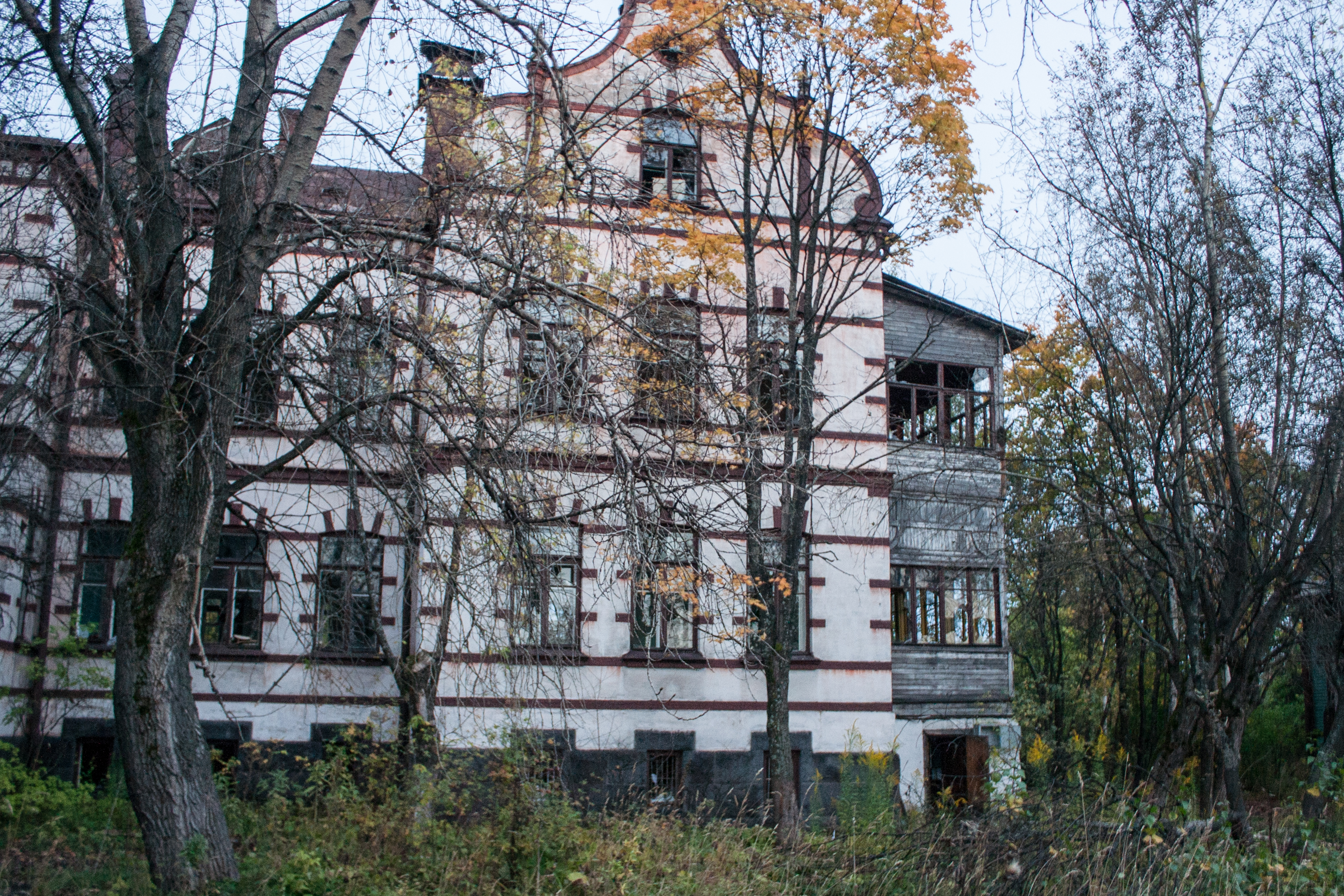
Hôpital à Sortavala.
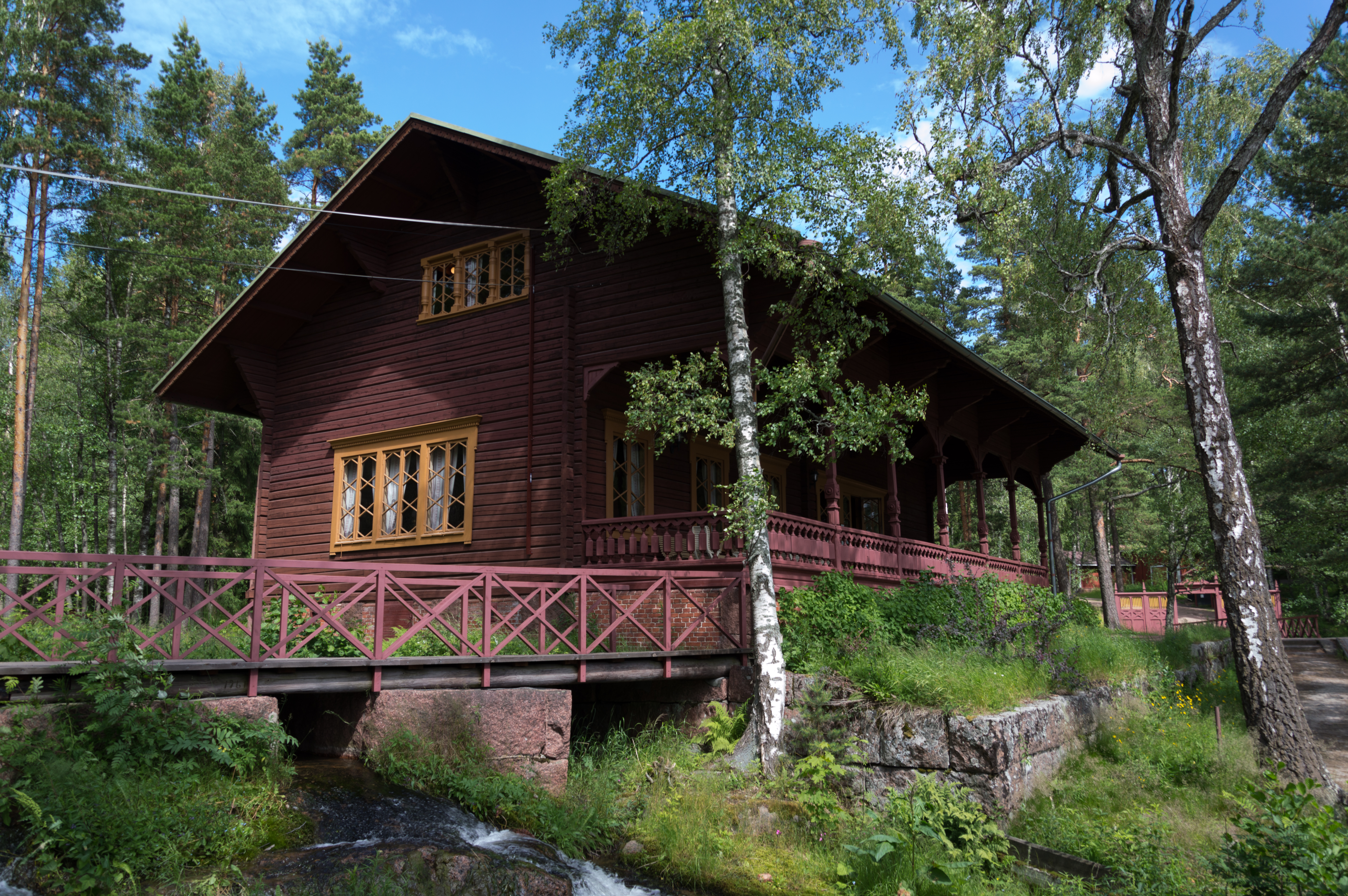
Pavillon de pêche de Langinkoski, Kotka
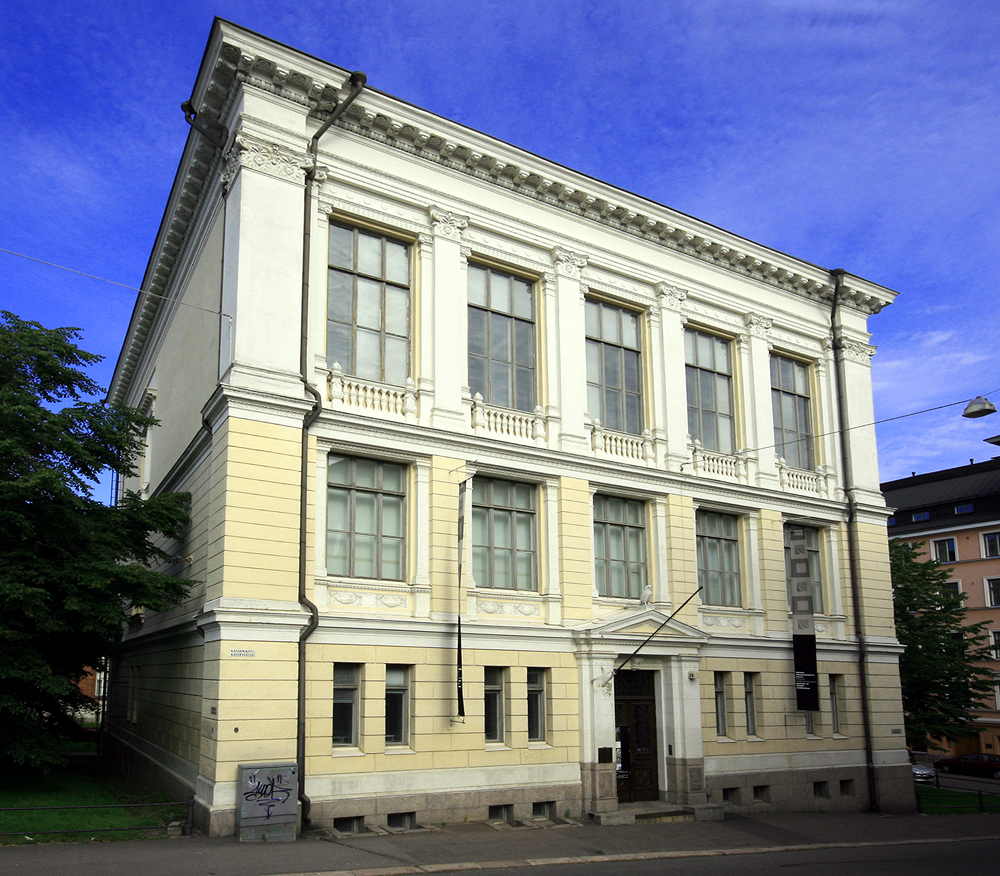
Musée de l'architecture finlandaise, Helsinki
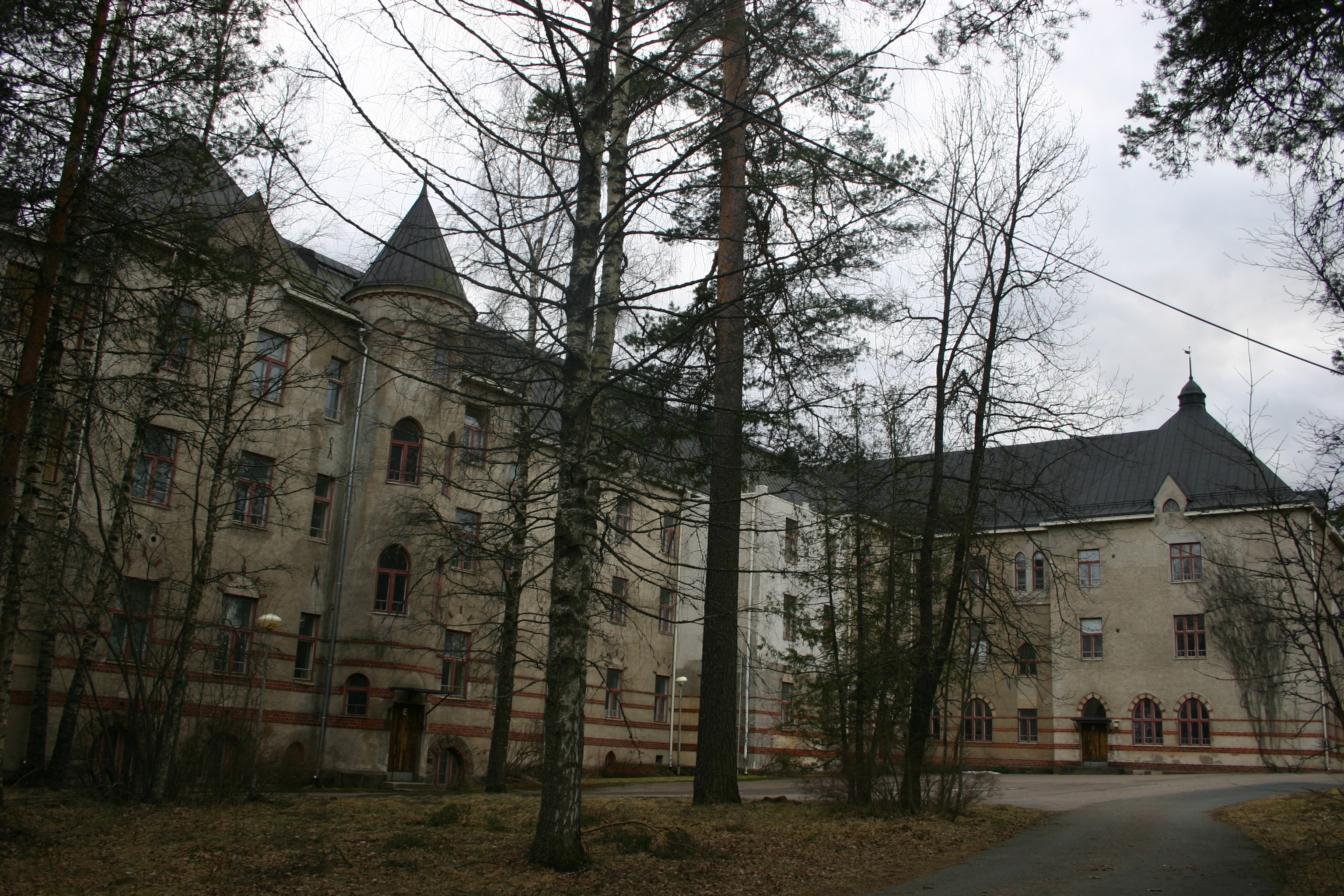
Sanatorium de Nummela, Nurmijärvi
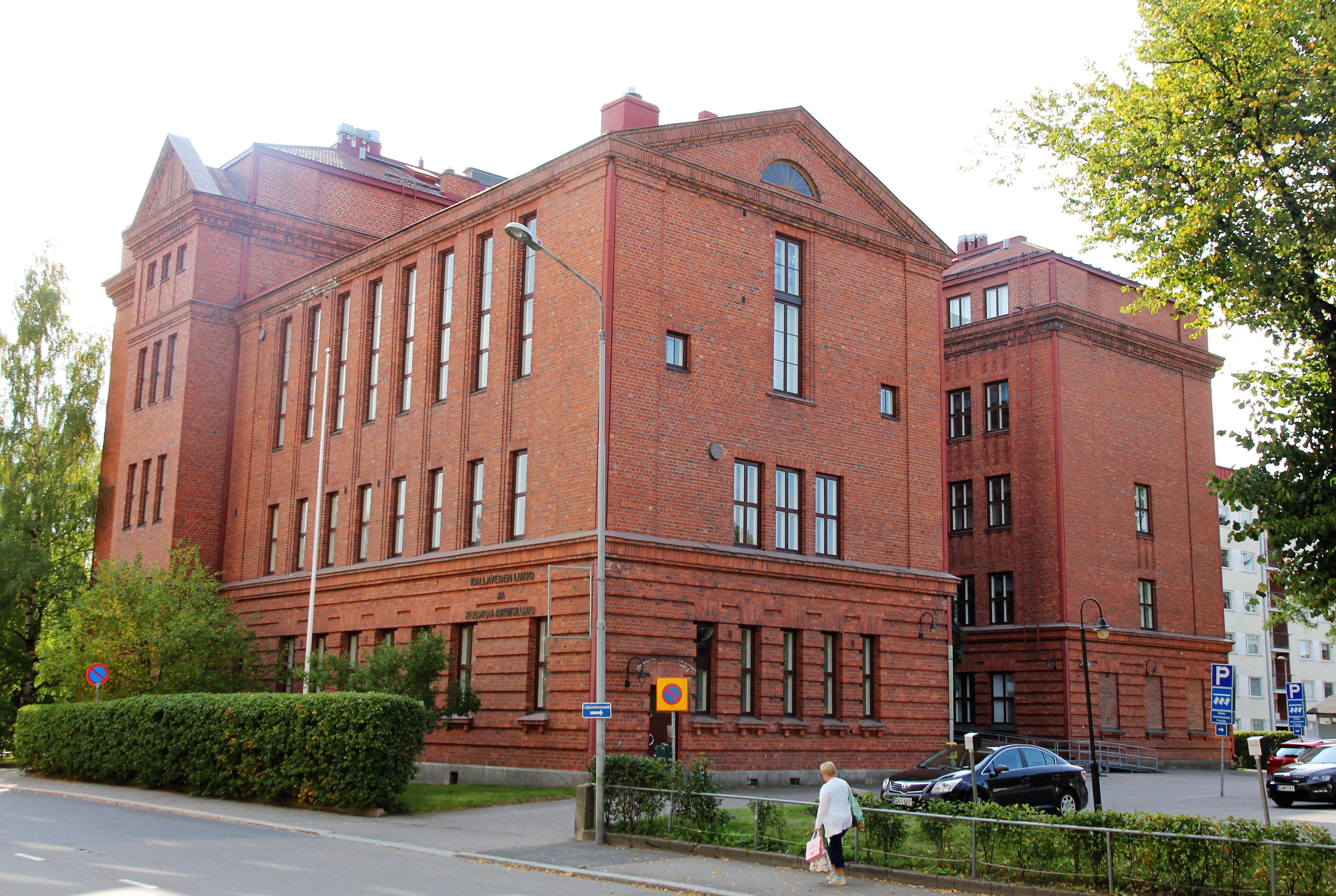
Lycée de Kallavesi.